# 首都圈新都市鐵道
首都圈新都市鐵道（日语：／ Shutoken Shintoshi Tetsudō */?）是日本一家以第三部門方式經營之鐵路公司，為筑波快線的營運機構。

## 概要
該公司係為了建設常磐新線（即筑波快線）而設立，由沿線之地方政府與民間企業共同出資，資本額1,850億日圓，其金額僅次於2,000億日圓之東日本旅客鐵道（JR東日本）而在日本鐵路公司中排名第二。
有鑑於北總鐵道、埼玉高速鐵道、東葉高速鐵道等同樣位於關東地方的新市鎮開發型第三部門鐵道，因為建設費之利息負擔沈重，隨之而來的高額運費使乘客減少，造成惡性循環，因此其大部分建設費都是無息借貸為主要特徵。透過建設費的壓縮並採用一人控制之方式減低費用，因而可以實現相較其他公司路線與高速巴士具有競爭力之運費水準，因為具高速運轉之特色，便利性也相當高，使其保持良好的運送實績。

## 沿革
- 1991年（平成3年）3月15日 - 設立
- 2005年（平成17年）8月24日 - 筑波快線開業
- 2007年（平成19年）3月18日 - 導入PASMO智慧卡

## 路線列表
| 路線記號 | 中文線名 | 日文線名 | 起點           | 終點         | 距離（公里） |
| -------- | -------- | -------- | -------------- | ------------ | ------------ |
|          | 筑波快線 |          | 秋葉原（TX01） | 筑波（TX20） | 58.3         |

## 車輛
由2004年1月至2005年1月之約1年內進行量產車的搬入（於土浦站～筑波快線總合基地間深夜運送）、並與2003年3月落成之先行製作車2編成（1101F、2151F）於開業前日止進行訓練與試運轉。由於筑波快線具有地下路段，依法規在每列車的兩端設有緊急逃生門。 
- TX-1000系：6輛編成14列（1101F～1114F，計84輛）、川崎重工業製造。使用1500V直流電，僅行駛於秋葉原站至守谷站之間。
- TX-2000系：6輛編成23列（2151F～2173F，計138輛）、日立製作所製造。使用1500V直流電及20000V 50Hz交流電，可行駛全線。
- TX-3000系：6輛編成5列（計30輛）、日立製作所製造。使用1500V直流電及20000V 50Hz交流電，可行駛全線。

## 備註
1. ↑  有価証券報告書（2010年4月1日 - 2011年3月31日期） （页面存档备份，存于） - 有報リーダー

## 外部連結
- 筑波快線 （页面存档备份，存于）